# Trave su suolo elastico alla Winkler
Il modello di trave su suolo elastico alla Winkler è un modello matematico di trave continua, monodimensionale, polare, poggiata su un semipiano elastico costituito da molle indipendenti a distribuzione continua che rappresentano il vincolo al suolo. Tale modello è utilizzato per lo studio di travi di fondazione.

## Principio teorico
Nel semipiano elastico le molle esplicano la loro rigidezza traslazionale esclusivamente nella direzione degli spostamenti verticali, quindi l'abbassamento in un punto non comporta influenze su quelli adiacenti come avviene nel semispazio elastico.
Assumendo questa schematizzazione viene assegnata al terreno di fondazione, su cui poggia la trave, una certa resistenza a trazione che nella realtà sappiamo non appartenere ai materiali incoerenti come i terreni. Il modello risulta piuttosto fedele al reale comportamento della struttura nel momento in cui la trave è caricata in punti concentrati ed ha una rigidezza non troppo elevata; nel momento in cui la trave è caricata in modo distribuito e costante oppure è estremamente rigida rispetto al suolo (vasche, fondazioni continue di pareti), il modello porta a cedimenti del suolo costanti e quindi a sollecitazioni nulle nella trave, cosa piuttosto lontana dalla realtà.

## L'equazione differenziale
Partendo da due dati, la costante di sottofondo {\displaystyle k} e la base geometrica {\displaystyle b} della fondazione, si valuta la reazione del terreno per unità di lunghezza direttamente proporzionale allo spostamento {\displaystyle v(x)}:
{\displaystyle r(x)=-kbv(x)\Rightarrow r(x)=-\beta v(x)}
L'equazione differenziale che regola il problema della trave risulta essere:
{\displaystyle EIv^{(IV)}(x)=q(x)+r(x)}
{\displaystyle EIv^{(IV)}(x)+\beta v(x)=q(x)}
{\displaystyle v^{(IV)}(x)+{\frac {\beta }{EI}}v(x)={\frac {q(x)}{EI}}}
Ponendo {\displaystyle {\frac {\beta }{EI}}=4\alpha ^{4}} si può scrivere come:
{\displaystyle v^{(IV)}(x)+4\alpha ^{4}v(x)={\frac {q(x)}{EI}}}

### Soluzione dell'equazione differenziale
La soluzione è del tipo {\displaystyle v(x)=v_{0}(x)+v_{1}(x)} in cui:
- {\displaystyle v(x)} integrale generale
- {\displaystyle v_{0}(x)} soluzione omogenea associata che tiene conto dei vincoli e della struttura
- {\displaystyle v_{1}(x)} integrale particolare che soddisfa l'equilibrio

#### Integrale dell'omogenea associata
{\displaystyle {\frac {d^{4}v_{0}(x)}{dx^{4}}}+4\alpha ^{4}v_{0}(x)=0}
Ipotizzando una soluzione del tipo {\displaystyle v_{0}(x)=e^{\lambda x}} per arrivare ad una soluzione del tipo:
{\displaystyle v_{0}(x)=C_{1}e^{-\alpha x}\cos(\alpha x)+C_{2}e^{-\alpha x}\sin(\alpha x)+C_{3}e^{\alpha x}\cos(\alpha x)+C_{4}e^{\alpha x}\sin(\alpha x)}

#### Integrale particolare
Limitandosi l'analisi ai carichi esterni distribuiti dalla forma:
{\displaystyle q(x)=c\cdot x^{n}} con {\displaystyle n\leq 3}
quindi limitandosi a carichi distribuiti lineari o parabolici fino al 3º ordine, si ipotizza una soluzione del tipo:
{\displaystyle v_{1}(x)=a\cdot x^{n}} con {\displaystyle n\leq 3}
e sostituendo nell'equazione differenziale si ottiene:
{\displaystyle {\frac {d^{4}v_{1}(x)}{dx^{4}}}+4\alpha ^{4}v_{1}(x)={\frac {q(x)}{EI}}\Rightarrow v_{1}(x)={\frac {q(x)}{EI\cdot 4\alpha ^{4}}}}
ed essendo che {\displaystyle 4\alpha ^{4}={\frac {\beta }{EI}}} allora:
{\displaystyle v_{1}(x)={\frac {q(x)}{\beta }}}

#### Integrale generale
La funzione che definisce la linea elastica è quindi:
{\displaystyle v(x)=C_{1}e^{-\alpha x}\cos(\alpha x)+C_{2}e^{-\alpha x}\sin(\alpha x)+C_{3}e^{\alpha x}\cos(\alpha x)+C_{4}e^{\alpha x}\sin(\alpha x)+{\frac {q(x)}{\beta }}}
Per determinare le costanti di integrazione {\displaystyle C_{i}} occorre ricorrere alle condizioni al contorno, dopo aver dedotto le seguenti grandezze:
- rotazione della sezione {\displaystyle \phi =-{\frac {dv}{dx}}}
- momento flettente {\displaystyle M=-EI{\frac {d^{2}v}{dx^{2}}}}
- sforzo tagliante {\displaystyle T=-EI{\frac {d^{3}v}{dx^{3}}}}
- reazione del terreno {\displaystyle r(x)=-\beta v(x)}

Le derivate dell'integrale generale sono:
- Derivata prima

{\displaystyle v^{(I)}(x)=\alpha [(C_{2}-C_{1})e^{-\alpha x}\cos(\alpha x)-(C_{1}+C_{2})e^{-\alpha x}\sin(\alpha x)+(C_{4}-C_{3})e^{\alpha x}\sin(\alpha x)+(C_{4}+C_{3})e^{\alpha x}\cos(\alpha x)]+{\frac {d}{dx}}\left[{\frac {q(x)}{\beta }}\right]}
- Derivata seconda

{\displaystyle v^{(II)}(x)=2\alpha ^{2}\left[C_{1}e^{-\alpha x}\sin(\alpha x)-C_{2}e^{-\alpha x}\cos(\alpha x)-C_{3}e^{\alpha x}\sin(\alpha x)+C_{4}e^{\alpha x}\cos(\alpha x)\right]+{\frac {d^{2}}{dx^{2}}}\left[{\frac {q(x)}{\beta }}\right]}
- Derivata terza

{\displaystyle v^{(III)}(x)=2\alpha ^{3}[(C_{1}+C_{2})e^{-\alpha x}\cos(\alpha x)+(C_{2}-C_{1})e^{-\alpha x}\sin(\alpha x)-(C_{3}+C_{4})e^{\alpha x}\sin(\alpha x)+(C_{4}-C_{3})e^{\alpha x}\cos(\alpha x)]+{\frac {d^{3}}{dx^{3}}}\left[{\frac {q(x)}{\beta }}\right]}

## Casistica
L'equazione della linea elastica nei tratti scarichi è pari a:
{\displaystyle v(x)=C_{1}e^{-\alpha x}\cos(\alpha x)+C_{2}e^{-\alpha x}\sin(\alpha x)+C_{3}e^{\alpha x}\cos(\alpha x)+C_{4}e^{\alpha x}\sin(\alpha x)}
Si consideri l'ipotesi di trave infinitamente lunga da un lato e della presenza in {\displaystyle x=0} di un'azione concentrata. Per {\displaystyle x=\infty } lo spostamento si suppongono annullati gli effetti dell'azione ossia {\displaystyle v(x\to \infty )=0}, premettendo che per {\displaystyle x\to \infty } i termini in {\displaystyle e^{\alpha x}} tendono ad incrementare gli spostamenti all'infinito saranno nulli solo se {\displaystyle C_{3}=C_{4}=0}.
Quindi l'integrale generale diventa:
{\displaystyle v(x)=C_{1}e^{-\alpha x}\cos(\alpha x)+C_{2}e^{-\alpha x}\sin(\alpha x)}
le cui derivate sono:
{\displaystyle v^{(I)}(x)=\alpha e^{-\alpha x}\left[(-C_{1}+C_{2})\cos(\alpha x)-(C_{1}+C_{2})\sin(\alpha x)\right]}
{\displaystyle v^{(II)}(x)=2\alpha ^{2}e^{-\alpha x}\left[C_{1}\sin(\alpha x)-C_{2}\cos(\alpha x)\right]}
{\displaystyle v^{(III)}(x)=2\alpha ^{3}e^{-\alpha x}\left[(C_{1}+C_{2})\cos(\alpha x)+(-C_{1}+C_{2})\sin(\alpha x)\right]}
Imponendo le condizioni al contorno in {\displaystyle x=0} e trovati i coefficienti si determina quindi il comportamento della trave.

### Trave illimitata da una parte e soggetta ad un carico concentratoP0{\displaystyle P_{0}}applicato nella sezione iniziale
Le condizioni al contorno per {\displaystyle x=0} sono {\displaystyle {\begin{cases}M(0)=0\Rightarrow -EIv^{(II)}(0)=0\Rightarrow v^{(II)}(0)=0\\T(0)=-P_{0}\Rightarrow -EIv^{(III)}(0)=-P_{0}\Rightarrow v^{(III)}(0)={\frac {P_{0}}{EI}}\end{cases}}}
Occorre sostituendo i valori nelle funzioni derivate:
{\displaystyle v^{(II)}(x)=2\alpha ^{2}\left[C_{1}e^{-\alpha x}\sin(\alpha x)-C_{2}e^{\alpha x}\cos(\alpha x)\right]}
{\displaystyle v^{(II)}(0)=-2\alpha ^{2}C_{2}\Rightarrow C_{2}=0}
{\displaystyle v^{(III)}(x)=2\alpha ^{3}\left[(C_{1}+C_{2})e^{-\alpha x}\cos(\alpha x)+(C_{2}-C_{1})e^{-\alpha x}\sin(\alpha x)\right]}
{\displaystyle v^{(III)}(0)=2\alpha ^{3}C_{1}={\frac {P_{0}}{EI}}\Rightarrow C_{1}={\frac {P_{0}}{2\alpha ^{3}EI}}}
Poiché {\displaystyle \alpha ^{4}={\frac {\beta }{4EI}}\Rightarrow C_{1}={\frac {2\alpha P_{0}}{\beta }}}
Quindi l'equazione che definisce lo spostamento risulta essere:
{\displaystyle v(x)={\frac {2\alpha P_{0}}{\beta }}e^{-\alpha x}\cos(\alpha x)}
È possibile quindi scrivere le equazioni del momento e del taglio, ricercando i relativi massimi:
{\displaystyle v^{(III)}(x)EI=V(x)=e^{-\alpha x}P_{0}\cos(\alpha x)}
{\displaystyle v^{(II)}(x)EI=M(x)=e^{-\alpha x}{\frac {P_{0}}{\alpha }}\sin(\alpha x)}
{\displaystyle V(x)=0\quad \forall \,x:\alpha x={\frac {\pi }{2}}+k\pi \Rightarrow M_{max}=e^{-{\frac {\pi }{2}}}{\frac {P_{0}}{\alpha }}}

### Trave illimitata da entrambe le parti e sottoposta ad un carico concentratoP0{\displaystyle P_{0}}inx=0{\displaystyle x=0}
Le condizioni al contorno per {\displaystyle x=0} sono {\displaystyle {\begin{cases}\varphi (0)=0\Rightarrow v'(0)=0\\T(0)=-P_{0}/2\Rightarrow -EIv'''(0)=-P_{0}/2\Rightarrow v'''(0)={\frac {P_{0}}{2EI}}\end{cases}}}
Occorre sostituendo i valori nelle funzioni derivate:
{\displaystyle v^{(I)}(x)=\alpha e^{-\alpha x}\left[(C_{2}-C_{1})\cos(\alpha x)-(C_{1}+C_{2})\sin(\alpha x)\right]}
{\displaystyle v^{(I)}(0)=\alpha e^{-\alpha x}\left[(C_{2}-C_{1})\cos(\alpha x)\right]=0\Rightarrow C_{1}=C_{2}}
{\displaystyle v^{(III)}(x)=2\alpha ^{4}\left[(C_{1}+C_{2})e^{-\alpha x}\cos(\alpha x)+(C_{2}-C_{1})e^{-\alpha x}\sin(\alpha x)\right]}
{\displaystyle v^{(III)}(0)=2\alpha ^{4}\left[(C_{1}+C_{2})e^{-\alpha x}\right]={\frac {P_{0}}{2EI}}\Rightarrow C_{1}={\frac {P_{0}}{8\alpha ^{3}EI}}}
Poiché {\displaystyle \alpha ^{4}={\frac {\beta }{4EI}}\Rightarrow C_{1}={\frac {\alpha P_{0}}{2\beta }}}
Quindi l'equazione che definisce lo spostamento risulta essere:
{\displaystyle v(x)={\frac {\alpha P_{0}}{2\beta }}e^{-\alpha x}\left[\cos(\alpha x)+\sin(\alpha x)\right]}
È possibile quindi scrivere le equazioni del momento e del taglio, ricercando i relativi massimi:
{\displaystyle v^{(III)}(x)EI=V(x)=e^{-\alpha x}{\frac {P_{0}}{2}}\cos(\alpha x)}
{\displaystyle {\displaystyle v^{(II)}(x)EI=M(x)=e^{-\alpha x}{\frac {P_{0}}{4\alpha }}[\sin(\alpha x)-\cos(\alpha x)]}}
{\displaystyle V(x)=0\quad \forall \,x:\alpha x=k\pi \Rightarrow M_{max}={\frac {P_{0}}{4\alpha }}}

### Trave illimitata da una parte e soggetta ad un carico concentratoP0{\displaystyle P_{0}}applicato nella sezione iniziale vincolata
Le condizioni al contorno per {\displaystyle x=0} sono {\displaystyle {\begin{cases}\varphi (0)=0\Rightarrow v'(0)=0\\T(0)=-P_{0}\Rightarrow -EIv'''(0)=-P_{0}\Rightarrow v'''(0)={\frac {P_{0}}{EI}}\end{cases}}}
Il problema è riconducibile a quello della trave illimitata da ambo le parti con forza concentrata ma considerando un valore di sollecitazioni e spostamenti doppio.

### Trave illimitata da entrambe le parti e sottoposta ad un momentoM0{\displaystyle {\mathfrak {M}}_{0}}inx=0{\displaystyle x=0}
Le condizioni al contorno per {\displaystyle x=0} sono {\displaystyle {\begin{cases}v(0)=0\\M(0)=m_{0}/2\Rightarrow -EIv''(0)=-m_{0}/2\Rightarrow v''(0)={\frac {m_{0}}{2EI}}\end{cases}}}
Occorre sostituendo i valori nelle funzioni derivate:
{\displaystyle v(x)=C_{1}e^{-\alpha x}\cos(\alpha x)+C_{2}e^{-\alpha x}\sin(\alpha x)}
{\displaystyle v(0)=0\Rightarrow C_{1}=0}
{\displaystyle v^{(II)}(x)=2\alpha ^{2}e^{-\alpha x}\left[C_{1}\sin(\alpha x)+C_{2}\cos(\alpha x)\right]}
{\displaystyle v^{(II)}(0)=2\alpha ^{2}\left(C_{2}\right)={\frac {m_{0}}{2EI}}\Rightarrow C_{2}={\frac {m_{0}}{4\alpha ^{2}EI}}}
Poiché {\displaystyle \alpha ^{4}={\frac {\beta }{4EI}}\Rightarrow C_{2}={\frac {\alpha ^{2}m_{0}}{\beta }}}
Quindi l'equazione che definisce lo spostamento risulta essere:
{\displaystyle v(x)={\frac {\alpha ^{2}m_{0}}{\beta }}e^{-\alpha x}\sin(\alpha x)}